# Dumpokjauratj
Der Dumpokjauratj ist ein See in Nordschweden. Er liegt in der Gemeinde Arjeplog im Norrbottens län. Seine Fläche beträgt 0,1 km². An seinem Ufer liegen die Überreste der mittelsteinzeitlichen Wohnsiedlung Dumpokjauratj.